# Alejandro Goic Karmelic
Alejandro Goic Karmelic (ur. 7 marca 1940 w Punta Arenas) – chilijski duchowny rzymskokatolicki chorwackiego pochodzenia, w latach 2004–2018 biskup Rancagua.

## Życiorys
Święcenia kapłańskie przyjął 12 marca 1966 i został inkardynowany do diecezji Punta Arenas. Przez kilka lat pracował w duszpasterstwie parafialnym, zaś w latach 1973-1979 pełnił funkcję wikariusza generalnego diecezji.
23 kwietnia 1979 papież Jan Paweł II mianował go biskupem pomocniczym Concepción ze stolicą tytularną Africa. On też 23 maja 1979 udzielił mu sakry biskupiej w Watykanie.
30 czerwca 1991 został biskupem pomocniczym diecezji Talca, zaś 27 października 1994 otrzymał nominację na biskupa diecezjalnego Osorno (ingres odbył się 25 listopada 1994).
10 lipca 2003 został mianowany biskupem koadiutorem Rancagua. Sukcesję przejął 23 kwietnia 2004.
W latach 2004–2010 był wiceprzewodniczącym, zaś w latach 2010-2016 przewodniczącym chilijskiej Konferencji Episkopatu.
28 czerwca papież Franciszek przyjął jego dymisję ze stanowiska biskupa Rancagui złożoną wspólnie przez 34 biskupów episkopatu Chile w związku z przypadkami nadużyć seksualnych wobec nieletnich lub próbami ich ukrycia do jakich doszło w Kościele katolickim w Chile. 